# Lohmen (Saxônia)
Lohmen é um município da Alemanha, situado no distrito de Sächsische Schweiz-Osterzgebirge, no estado da Saxônia. Tem 25,80 km² de área, e sua população em 2019 foi estimada em 3.084 habitantes.